# Unionville (Tennessee)
Unionville es un lugar designado por el censo ubicado en el condado de Bedford en el estado estadounidense de Tennessee. En el Censo de 2010 tenía una población de 1.368 habitantes y una densidad poblacional de 58,48 personas por km².

## Geografía
Unionville se encuentra ubicado en las coordenadas 35°36′42″N 86°34′26″O / 35.61167, -86.57389. Según la Oficina del Censo de los Estados Unidos, Unionville tiene una superficie total de 23.39 km², de la cual 23.39 km² corresponden a tierra firme y (0%) 0 km² es agua.

## Demografía
Según el censo de 2010, había 1.368 personas residiendo en Unionville. La densidad de población era de 58,48 hab./km². De los 1.368 habitantes, Unionville estaba compuesto por el 96.27% blancos, el 2.7% eran afroamericanos, el 0.15% eran amerindios, el 0.07% eran asiáticos, el 0% eran isleños del Pacífico, el 0.22% eran de otras razas y el 0.58% pertenecían a dos o más razas. Del total de la población el 2.19% eran hispanos o latinos de cualquier raza.